# Hüttenberg (Naturschutzgebiet)
Das Naturschutzgebiet Hüttenberg liegt auf dem Gebiet der Gemeinde Bärenthal im Landkreis Tuttlingen in Baden-Württemberg nordöstlich des Kernortes Bärenthal.
Am nordwestlichen Rand des Gebietes verläuft die Landesstraße L 440, am südlichen Rand und durch das Gebiet hindurch fließt der Seltenbach, westlich fließt die Bära. Nordöstlich erstreckt sich das 104,9 ha große Naturschutzgebiet Irrendorfer Hardt und östlich das 46,3 ha große Naturschutzgebiet Simonstal.

## Bedeutung
Das 37,1 ha große Gebiet steht seit dem 23. März 1999 unter der Kenn-Nummer 3.251 unter Naturschutz. Es handelt sich um ein erd- und landschaftsgeschichtliches Dokument mit landschaftsprägenden Felsbildungen. Es ist Standort seltener Pflanzengesellschaften wie Seggen-Buchenwälder, Blaugras-Buchenwälder, Schlucht- und Blockschuttwälder, Blaugrashalden, Felsfluren und Magerrasen – ein Lebensraum für eine Vielzahl seltener und gefährdeter Pflanzen- und Tierarten.